# Robert E. Cramer

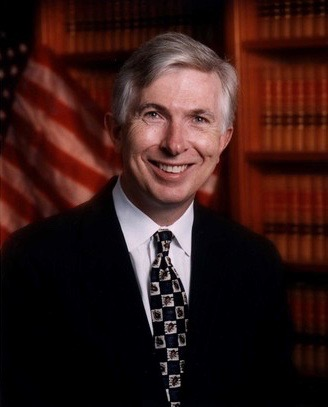
Robert E. Cramer

Robert Edward "Bud" Cramer, Jr,, född 22 augusti 1947 i Huntsville, Alabama, är en amerikansk demokratisk politiker. Han representerade delstaten Alabamas femte distrikt i USA:s representanthus 1991-2009.
Cramer studerade vid University of Alabama. Han avlade 1969 grundexamen och 1972 juristexamen. Han var distriktsåklagare för Madison County, Alabama 1981-1990.
Kongressledamot Ronnie Flippo kandiderade inte till omval i kongressvalet 1990. Cramer vann valet och efterträdde Flippo i representanthuset i januari 1991. Han omvaldes åtta gånger. Han efterträddes som kongressledamot av Parker Griffith.